# Pimpla succini
Pimpla succini är en stekelart som beskrevs av Christoph Gottfried Andreas Giebel 1856. Pimpla succini ingår i släktet Pimpla och familjen brokparasitsteklar. Inga underarter finns listade i Catalogue of Life.